# Дни покаяния

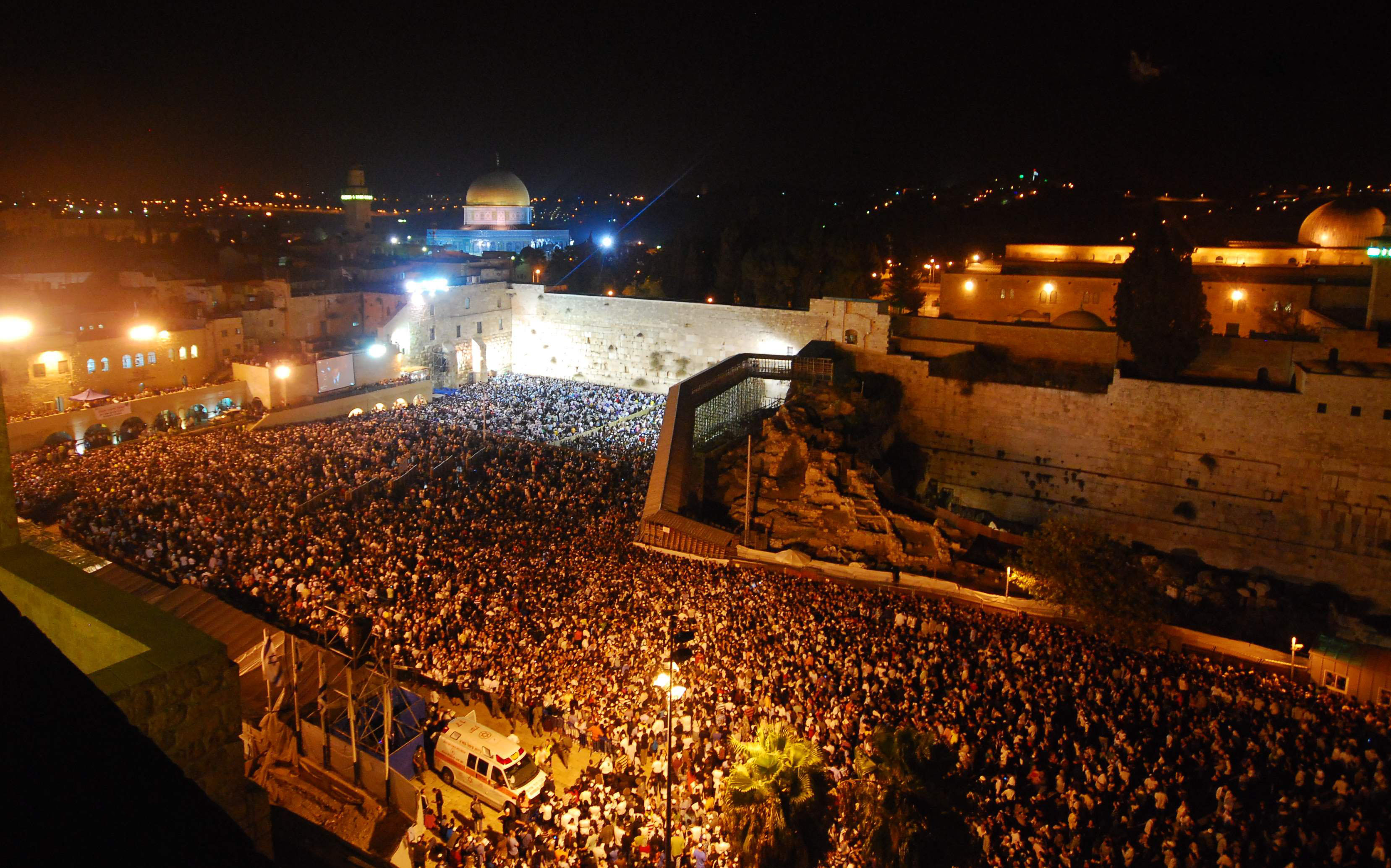
Площадь Стены Плача. Религиозные евреи читают слихот во время Десяти дней покаяния

Дни покая́ния (также дни тре́пета, де́сять дней покая́ния, ивр. עֲשֶׂרֶת יְמֵי תְּשׁוּבָה‎, асерет йемей тшува, иногда также ямим нораим — «грозные дни») в еврейской традиции — первые десять дней месяца тишрей, с первого дня Рош ха-Шана (еврейского Нового года) до Йом-кипура (Судного дня).
Согласно Талмуду, в Рош ха-Шана вершится небесный суд, и Бог вносит достойных евреев в «Книгу жизни» на наступающий год, однако эту запись он скрепляет подписью лишь в Йом-кипур.
Считается, что неблагоприятный приговор может быть исправлен молитвой и покаянием в течение Десяти дней покаяния.
В эти десять дней не налагаются ограничения на повседневную жизнь, но особо набожные евреи постятся от утренней до вечерней зари, за исключением субботы и кануна Йом-кипура.
Богослужение Десяти дней покаяния также несколько отличается от обычного, например, в текст двух начальных и двух заключительных благословений молитвы «Амида» включаются моления о милосердии и о внесении в «Книгу жизни», а именно «помяни нас для жизни, о Царь, благоволящий к жизни. Тебя ради впиши нас в „Книгу жизни“, о Владыко жизни». Третье благословение заканчивается словами «святой Царь» вместо «святой Бог», восьмое благословение заканчивается словами «Царь правосудный» вместо «Царь, любящий справедливость и правосудие». Молитву «Авину малкену» произносят в утреннем и вечернем богослужениях. В течение Десяти дней покаяния в будни перед рассветом читаются особые покаянные молитвы (слихот).